# 에어버스 A310
에어버스 A310(영어: Airbus A310)은 A300의 동체단축형 모델로 개발 당시에는 A300B10이라는 이름으로 불렸다. A310은 중장거리용 광동체형 항공기이며, 기존의 A300에 비해 작은 동체와 개선된 날개로 인해 특히 대륙간 노선에 많이 이용되었으나, 상업적으로 큰 성공을 거두지는 못했다. 그리하여 에어버스는 2007년 7월부터 A310의 생산을 종료하였다. 1983년부터 생산이 종료된 2007년까지 단 255대만이 생산, 판매되었다. 현재는 주로 화물기나 군용기로 많이 쓰이고 있으며 세부 기종은 -200과 -300이 있다.

## 세부 기종
A310-100
단거리 형식으로 계획 했으나 개발이 취소되면서 사실상 개발이 중지되고 말았다.
A310-200:
초기 양산형. 최대 항속 거리 6,800km
A310-200C/-300C:
화물 여객 혼재 및 전환형
A310-200F/-300F:
순수 화물형 (여객 형태에서 개조만으로 신조 없음)
A310-300:
장거리 형식. 최대 항속 거리 9,600km
A310 MRTT:
군용 다목적 공중 급유기. EADS 보다 제안되어 캐나다 공군, 독일 공군이 보유.

## 보유 항공사
| - 마한 항공 - 아리아나 아프간 항공 - 아조레스 항공 - 예메니아 항공 - 이란 항공 - 타반 항공 |

| - 로얄 요르단 항공 카고 - 터키항공 카고 |

| - 독일 공군 - 벨기에 공군 - 스페인 공군 - 카타르 아미리 플라이트 - 캐나다 공군 - 쿠웨이트 아미리 플라이트 - 타이 공군 - 프랑스 공군 |

## 이전 보유 항공사
| - KLM - MIAT 몽골 항공 - P.C. 에어 - S7 항공 - TAP 포르투갈 - TAROM - 나이지리아 항공 - 네팔 항공 - 델타 항공 - 루프트한자 | - 리비아 항공 - 마르틴에어 - 말레이시아 항공 - 발에어 - 베트남 항공 - 브리티시 칼레도니안 항공 - 비맘 방글라데시 항공 - 사가 항공 - 사베나 벨기에 월드 항공 - 소말리 항공 | - 스위스 항공 - 실크에어 - 싱가포르 항공 - 아르메니아 항공 - 아르헨티나 항공 - 아에로칸쿤 - 아에로플로트 - 알제리 항공 - 에미레이트 항공 - 에어 뉴기니 | - 에어 리버티 - 에어 몰디브 - 에어 몰타 - 에어 바간 - 에어 아프리크 - 에어 애틀랜타 아이슬란드 - 에어 인디아 - 에어 지부티 - 에어 카자흐스탄 - 에어 트란셋 | - 에어 파라다이 인터내셔널 - 에어 프랑스 - 오만 항공 - 예메니아 항공 - 타반 항공 - 오스트리아 항공 - 우즈베키스탄 항공 - 이란에어 투어 - 중국동방항공 - 중국민용항공국 | - 중국서북항공 - 중동항공 - 체코 항공 - 캐나디안 항공 - 케냐 항공 - 코스에어 인터내셔널 - 콘도르 항공 - 쿠웨이트 항공 - 키프로스 항공 - 타이 항공 | - 트랜스아비아 항공 - 트랜스아에로 항공 - 파키스탄 국제항공 - 팬아메리칸 월드 항공 |  |

| - 사우디아 항공 카고 - 에미레이트 스카이카고 - 에어 인디아 카고 - 에티하드 크리스탈 카고 - 터키항공 카고 - 페덱스 익스프레스 |

| - 브루나이 로열 플라이트 - 사우디 로열 플라이트 - 파키스탄 공군 |

## 사양 (A310-300 기종)
- 전폭: 43.90m
- 길이: 46.66m
- 전고: 15.80m
- 승무원, 승객: 210 ~ 280명
- 화물 탑재량 (화물기 기준): 33 ~ 40t

## 사고
- 아에로플로트 593편 추락 사고
- 타이항공 311편 추락 사고

## 같이 보기
- 에어버스 A300
- 에어버스 A310 MRTT
- 에어버스 A330
- 에어버스 A340
- 보잉 767